# Szelek (fáraó)

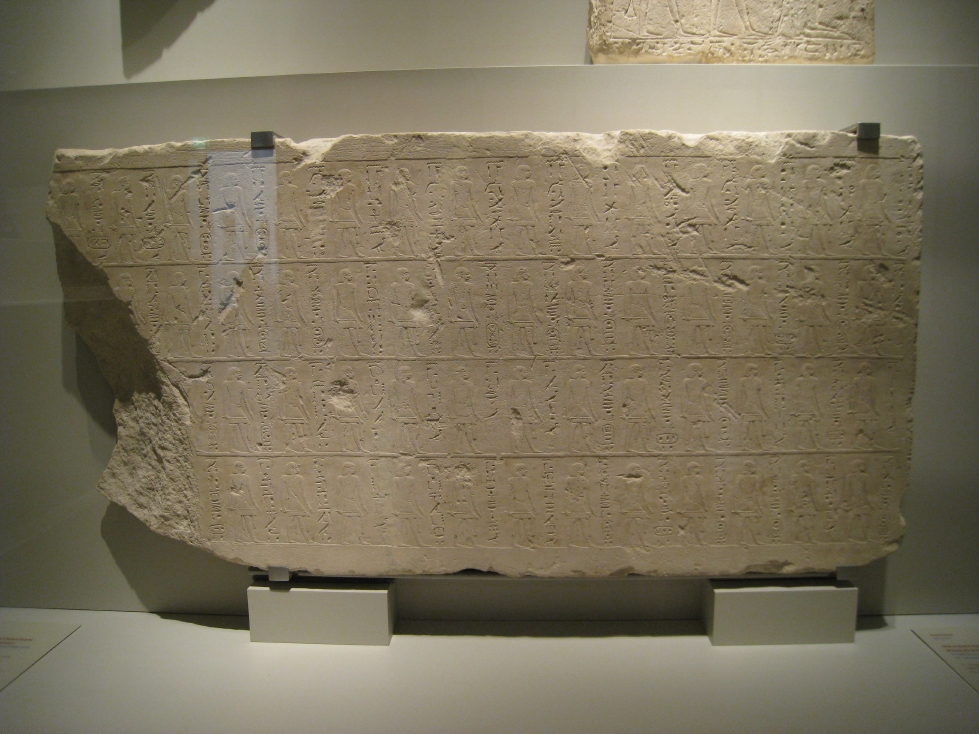
Relief Szelek nevével

Szelek kevéssé ismert ókori egyiptomi uralkodó a második átmeneti korban.
Nicolas Grimal és William C. Hayes szerint azonosítható azzal a Szalitisz nevű királlyal, akit Manethón i. e. 2. században írt művében, az Aegyptiacában a hükszosz XV. dinasztia alapítójaként említ, valamint azzal a Sesi nevű uralkodóval, akinek neve közel 400 szkarabeuszon megtalálható.

## Említései
Szeleket egyetlen, jóval későbbi dokumentum említi, a XXII. dinasztia korának vége felé élt Anhefenszahmet nevű pap genealógiája (ma a berlini Neues Museumban, katalógusszám 23673). Mivel ez évszázadokkal Szelek állítólagos uralkodása után készült, Kim Ryholt kételkedik abban, hogy az uralkodó valóban létezett. Szelek a genealógia szerint egy nemzedékkel előzi meg a jól ismert hükszosz királyt, Apepit.

## Fordítás
- Ez a szócikk részben vagy egészben  a   Sharek című angol Wikipédia-szócikk ezen változatának fordításán alapul.  Az eredeti cikk szerkesztőit annak laptörténete sorolja fel. Ez a jelzés csupán a megfogalmazás eredetét és a szerzői jogokat jelzi, nem szolgál a cikkben szereplő információk forrásmegjelöléseként.